# La Roussalka (Pouchkine)
Pour les articles homonymes, voir Roussalka (homonymie).
La Roussalka (en russe : Русалка) est une pièce de théâtre dramatique inachevée d’Alexandre Pouchkine créée en 1837, après la mort de l'auteur.
Cette pièce est basée sur la légende russe de la roussalka, créature mythologique des eaux.

## Édition française
- Poèmes dramatiques d'Alexandre Pouchkine Traduit du russe par Ivan Tourgueniev et Louis Viardot ( Boris Godounov - Le baron avare - Mozart et Salieri - La Roussâlka - L'Invité de pierre ) Librairie de L. Hachette et Cie, Paris 1862 p. 152.
- Alexandre Sergueïevitch Pouchkine, Le Convive de Pierre. La Roussalka, Seuil (édition bilingue), 1947, 1993.
- Alexandre Pouchkine, La Roussalka, Allia, 2017.
- Alexandre Pouchkine, Le convive de pierre et autres scènes dramatiques, traduction d'André Markowicz, Actes Sud, collection Babel, 1993, 2006 (Cet ouvrage contient toutes les autres œuvres dramatiques de Pouchkine (excepté Boris Godounov) : Le Chevalier avare, Mozart et Salieri, Le Convive de pierre, Le Festin pendant la peste, Une scène du Faust, La Sirène, Une scène de chevalerie)